# Wilhelm Palmær (industriman)
Carl Wilhelm Palmær, född 18 februari 1832 i Kristine församling, Kopparbergs län, död 27 juli 1910 i Engelbrekts församling, Stockholms stad, var en svensk direktör och politiker.
Wilhelm Palmær var vekställande direktör vid Forsviks AB i Forsvik. Han moderniserade och expanderade företaget och anlade ett gjuteri 1859, en mekanisk verkstad 1861, ett träsliperi 1870 och en ångsåg 1878.
Han var ledamot av riksdagens andra kammare, invald i Vadsbo södra domsagas valkrets.